# Сикули

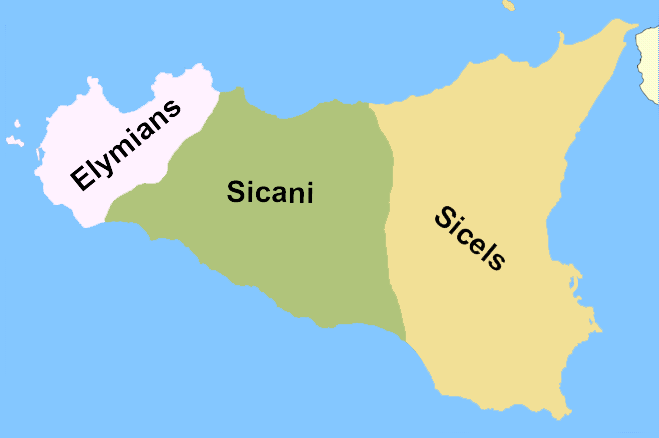
Схема розселення догрецьких народів Сицилії (зліва направо: елімці, сикани, сикули)

Сикули (лат. Siculi, грец. Σικελοί) — давній народ острова Сицилія. На відміну від сиканів їх вважають індоєвропейцями, які простежуються у східній Сицилії з бронзової доби (культура Кастеллуччо). Єдиний напис сикулів, що був знайдений, виконаний грецькою абеткою, однак без пробілів між словами, тому переклад його спряжений з труднощами.
Напевно, вперше згадуються в єгипетських написах як один з «народів моря».